# 인터랙티브 픽션

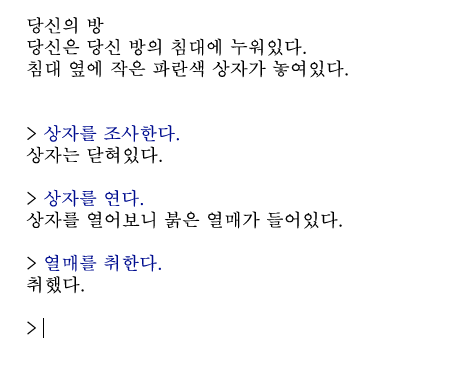
인터랙티브 픽션의 예. 환경이 주어지면 행동을 텍스트 명령(파란 글씨)으로 입력해 인물을 조작하고 환경에 영향을 미칠 수 있다.
(주:이 그림은 인터랙티브 픽션의 개념을 알기 쉽게 설명하기 위해 만들어진 그림으로, 실제 인터랙티브 픽션 작품의 스크린샷이 아닙니다.)

인터랙티브 픽션(interactive fiction, IF)은 참여자가 텍스트 명령을 이용해 인물들을 조작하고 주위에 영향을 주는 환경을 모의한 소프트웨어를 말한다. 일반적으로 텍스트 기반의 입출력을 사용하는 어드벤처 게임의 일종인 텍스트 어드벤처(text adventure)를 지칭하는 말이다. 이런 형식으로 제작된 작품들은 문학적 내러티브와 컴퓨터 게임의 범주로 간주된다.
또한 이 용어는 퍼즐에 초점을 맞추는 전통적인 어드벤처 게임 장르와 구분되어 내러티브에 집중하는 현대적인 스타일의 작품을 지칭하는 데도 사용되기도 한다. 더 광범위한 정의로는 《미스트》처럼 그래픽을 사용한 어드벤처까지 포함, 모든 어드벤처 게임을 가리킬 수도 있다.
상품으로서의 인터랙티브 픽션은 1980년대에 가정용 컴퓨터 시장을 지배하는 소프트웨어로 큰 인기를 얻었다. 오늘날에는 인터랙티브 픽션이 상업적인 생명력을 잃었지만, 자유롭게 이용 가능한 개발 시스템을 이용해 온라인 커뮤니티에서 새로운 작품들이 만들어지고 있다. 이 중 대부분은 인터랙티브 픽션 아카이브에서 자유롭게 내려받을 수 있다.
인터랙티브 픽션이란 용어는 게임북을 가리키는 말로도 쓰인다. 게임북은 독자가 책을 선형적인 방법으로 읽지 않고, 글의 각 지점에서 주어진 선택을 하는 문학을 말한다. 이런 형식으로 가장 잘 알려진 예는 《Choose Your Own Adventure》 시리즈이다.

## 같이 보기
- 하이퍼텍스트 문학
- 테이블탑 롤플레잉 게임
- 비주얼 노벨
- 멀티유저 던전 (MUD)
- 애드벤처
- 게임북
- 그래픽 어드벤처
- 인터랙티브 스토리텔링